# Theatura
Theatura. Zeitschrift für Theater & Literatur wurde 1983 von Klaus H. Friedrich  in München-Schwabing gegründet. Die erste Nummer kam am 30. September 1983 in München heraus und hatte eine Auflage von 500 Exemplaren und war 50 Seiten stark im Format DIN A5.
Die Titelseite zierte eine Federzeichnung des Malers und Grafikers Fritz Hörauf.
Bis 1995 wurde die Auflage auf 1.000 Exemplare gesteigert und ab der dritten Ausgabe das Format auf DIN A4 geändert.
Schwerpunkte waren experimentelles Theater und Kurzprosa.
Die Nr. 12, in der der Herausgeber seine Begegnungen mit Herbert Marcuse, Jürgen Habermas und Rudi Dutschke beschrieb, erschien 2008 in Buchform, ISBN 3-926662-03-4.